# Québec (grad)
Québec (fr. [ke'bɛk], također Ville de Québec, neslužbeno engleski Quebec City) glavni je grad istoimene kanadske provincije Québec, u kojoj je i treći najveći grad (nakon Montréala i Lavala). Stari grad Québec jedini je utvrđeni grad u Sjevernoj Americi sjeverno od Meksika, a čije zidine postoje i danas. Zbog toga je upisan na UNESCO-ov popis mjesta svjetske baštine u Sjevernoj Americi 1985. godine.
U gradu se nalaze i važne institucije poput Državnog sabora Québeca (Assemblée nationale du Québec), Državnog muzeja umjetnosti (Musée national des beaux-arts du Québec) i Muzej civilizacije (Musée de la civilisation).

## Povijest

### Rana povijest
Ime grada potječe od riječi Kébec, što znači „mjesto gdje se rijeka sužava”. Québec je jedan od najstarijih gradova sjeverne Amerike i samo je devet gradova bilo podignuto prije njega na Sjevernoameričkom kontinentu, ali Québec je jedini među njima građen s namjerom trajnog naseljavanja, dok su sva ostala naselja trebala biti privremena. 
Québec je utemeljio francuski istraživač i diplomat, Samuel de Champlain 3. srpnja 1608. godine, na dugo napuštenom području zvano Stadacona. Champlain, također zvanim Ocem Nove Francuske, je služio kao njen upravitelj sve do svoje smrti.  
Na kraju francuske vladavine 1763., područje današnjeg Québeca je bio u potpunosti različit od današnjeg. Šume, sela, polja i pašnjac su okrućivali grad od 8000 stanovnika. Grad se izdvajao svojom monumentalnom arhitekturom, utvrdama, blatnjavim i prljavim ulicama. Unatoč svojoj urbanosti i svojim položajem kao glavni grad, Québec je ostao mali kolonijalni grad s bliskim vezama prema svojoj seoskoj okolici.

### Britanska vladavina
Tijekom Američke revolucije, revolucijske postrojbe su napale Québec u pokušaju "oslobađanja" grada. Poraz revolucijskih postrojba stavio je kraj nadama da će se Québec pridružiti Američkoj revoluciji i da će Kanada postati dio Sjedinjenih Američkih država. U strahu od ponovnog napada, 1820. počela je gradnja gradskih zidina kojima se i danas koristi vojska te su i turistička atrakcija.
Godine 1840., nakon što je osnovana Kanadska provincija, službu glavnoga grada su dijelili Kingston, Montreal, Toronto, Ottawa i Québec. 1867. Ottawa je postala glavnim gradom Dominionom Kanade.

### 20. i 21. stoljeće
Québec je 1925. pogodio potres Charlevoix–Kamouraska.
Tijekom Drugog svjetskog rata, u Québecu su održane dvije konferancije. Prva Konferencija u Québecu je održana 1943. s Franklinom Delanom Rooseveltom, Winstonom Churchillom i T.V. Soongom. Druga Konferencija u Québecu je održana 1944. na kojoj su se sastali Roosevelt i Churchill. Obje su se održale u zgradama zidina i Château Frontenaca. Velik dio planova Dana D su napravljeni ondje.

## Znamenitosti
Québec je jedini utvrđeni grad Sjeverne Amerike čije su gradske zidine, portali i tornjevi sačuvani. Masivne zidine okružuju utvrdu u cijeloj duljini od 4,6 km i na taj način ga čine Gibraltarom Sjeverne Amerike. Stari grad (Vieux-Québec) leži u podnožju utvrde stare preko tri stotine godina, ovaj povijesni dio ima prekrasne vrtove i impozatne zgrade s muzejima koji pričaju o njezinoj vojnoj prošlosti. Gornji grad, koji je dugo bio vjersko i upravno središte, posjeduje vrijedne spomenike kao što su Dauphine Redoubt, citadela i dvorac Frontenac. Stubišta i žičara ga povezuju s uskim ulicama i uličicama starog Donjeg grada. Povijesni grad, proglašen svjetskom baštinom, pokriva oko 10 km kvadratnih niskih kućica s kamenim zidovima, kosim krovovima i prozorima u krovu kao i ulicama kojima dominiraju velike zgrade 18. i 19. st. Ovaj dio grada je najbolje posjetiti pješice, ili u kočiji. Sa svojim europskim izgledom, slobodnog duha, prazničnim raspoloženjem, mnogobrojnim barovima, grad Québec je središte francuske Kanade. 
Stara luka, na strateškom mjestu mjestu gdje rijeka St. Charles ulazi u rijeku St. Lawrence i pokriva površinu od 33 hektara, a impresivne su zgrade svjedoci stoljetne intenzivne pomorske aktivnosti.  
Grad je poznat po zimskom festivalu Carnaval d'hiver de Québec, hotelu Château Frontenac, te po Musée de la Civilisation. U turističke znamenitosti se ubrajaju i slapovi Montemorency, i bazilika Sainte-Anne-de-Beaupré u obližnjem gradu Beaupré.
- Stara gradska vijećnica i zgrada Price
- Québec viđen s opservatorija
- Crkva Gospe od pobjede (Notre-Dame-des-Victoires)
- Muzej civilizacije
- Dvorac Frontenac, danas hotel
- Stari glavni željeznički kolodvor Gare du Palais
- Državni sabor Quebeca
- Državni muzej umjetnosti
- Mostovi Quebec i Pierre Laporte
- Ledeni dvorac tijekom zimskog festivala

## Stanovništvo
Québec je jedan od najstarijih gradova Sjeverne Amerike s populacijom od 528.595 stanovnika, i metropolitskim područjem od 717.600 stanovnika (2005.).
Između 1996. i 2001., stanovništvo grada Québeca se uvećavalo po stopi od 1,6 %, u usporedbi s porastom od 1,4 % u cijeloj pokrajini Québec, ali od tada se broj stanovnika u gradu smanjuje, a u njegovoj bližoj okolici povećava. U vrijeme popisa iz svibnja 2016. godine broj stanovnika Québeca je bio 531.902, ali je šire gradsko područje imalo 800.296 stanovnika, što je porast od 3,3 % od zadnjeg prethodnog popisa iz 2011. god.
Prema popisu iz 2001., više od 90 % stanovništva su bili katolici, uz brojnu židovsku i protestantsku populaciju.
Prema popisu iz 2016. godine, 33.240 stanovnika	(6,4 %) bili su pripadnici neke od manjinskih skupina, a 17.735 stanovnika (3,4 %) pripadnici autohtonih Prvih naroda (Premières Nations), dok je ostalih 465.275 (90,1 %) bilo europskog podrijetla
| Godina:          | 1931.   | 1941.   | 1951.   | 1961.   | 1971.   | 1981.   | 1991.   | 2001.   | 2006.   | 2011.   | 2016.   | 2021.   |
| ---------------- | ------- | ------- | ------- | ------- | ------- | ------- | ------- | ------- | ------- | ------- | ------- | ------- |
| Broj stanovnika: | 168.249 | 199.588 | 245.742 | 321.917 | 408.440 | 434.980 | 461.894 | 476.330 | 491.142 | 516.622 | 531.902 | 549.459 |

### Slavni stanovnici
| - Glenn Ford (1916. – 2006.), glumac - Michael Sarrazin (1940. – 2011.), glumac - Marc Garneau (1949. – ), astronaut - Guy Laliberté (1959. – ), poduzetnik - Alain Vigneault (1961. – ), hokejaš - Kevin Dineen (1963. – ), hokejaš - Francis Leclerc (1971.-), redatelj | - Martin Biron (1977. – ), hokejaš - Mathieu Biron (1980. – ), hokejaš - Simon Gagné (1980. – ), hokejaš - Erik Guay (1981. – ), skijaš - Yan Stastny (1982. – ), hokejaš - Paul Stastny (1985. – ), hokejaš |

## Gradovi prijatelji
| Grad Québec je zbratimljen sa sljedećim gradovima: - Bejrut, Libanon - Bordeaux, Francuska - Calgary, Kanada - Namur, Belgija - Xi'an, Kina | Te ima ugovore o prijateljstvu s gradovima: - Guanajuato, Meksiko - Hué, Vijetnam - Liège, Belgija - Ouagadougou, Burkina Faso - Pariz, Francuska - Rhône (departman), Francuska - Sankt-Peterburg, Rusija |

## Vanjske poveznice
- Službena stranica grada (fr.)
- Službene turističke stranice  Arhivirana inačica izvorne stranice od 3. prosinca 2009. (Wayback Machine) (engl.)
- CBC Digital Archives - Quebec City: 400 Years of History (engl.)

### Ostali projekti
|  | Zajednički poslužitelj ima još gradiva o temi Quebec City |